# Dolná Mičiná
Dolná Mičiná – wieś (obec) na Słowacji położona w kraju Bańska Bystrzyca, w powiecie Bańska Bystrzyca.

## Położenie
Wieś położona jest w północno-wschodniej części Kotliny Zwoleńskiej. Jej zabudowania leżą w rozległej, płytkiej kotlinie, przez którą spływa z północy na południe potok Lukavica.

## Historia
Mičiná istniała już z końcem XIII w. Jej podział na dwie odrębne jednostki osadnicze, Dolną i Górną nastąpił w 1402 r. Z tego też roku pochodzą pierwsze wzmianki o miejscowości.
W okresie feudalizmu wieś należała do członków bogatych rodów szlacheckich Beníckych i Badínyich. Mieszkańcy zajmowali się rolnictwem, hodowlą i handlem bydłem oraz tkactwem. W XVII w. funkcjonowało w Dolnej Mičinej stowarzyszenie handlarzy bydłem. Ok. 1780 r. we wsi miał miejsce bunt poddanych, znany w historii jako „mičinska vzbura”.
W Dolnej Mičinej, przy okazji różnych świąt, przez długi czas w użyciu były stroje, zaliczane do grupy podpolańskiej środkowosłowackich strojów ludowych, charakteryzujące się bogatymi, barwnymi wyszywaniami. Do dziś we wsi istnieją warsztaty, zajmujące się wytwarzaniem elementów tych strojów.
Wieś należy do lokalnego stowarzyszenia pod nazwą „Mikroregión Severné Podpoľanie”, propagującego tę część Słowacji wraz z jej tradycjami i walorami przyrodniczymi.

## Demografia
Według danych z dnia 31 grudnia 2010, wieś zamieszkiwały 383 osoby.
W 2001 roku rozkład populacji względem narodowości i przynależności etnicznej wyglądał następująco:
- Słowacy – 99,12%
- Czesi – 0,59%

## Obiekty zabytkowe
- Murowany, renesansowy dwór obronny (kasztel) z II. połowy XVI w.[10]